# Melambrotus simia
Melambrotus simia är en insektsart som beskrevs av Robert McLachlan 1871.
Melambrotus simia ingår i släktet Melambrotus och familjen fjärilsländor. Inga underarter finns listade i Catalogue of Life.